# Recherswil
Recherswil (im lokalen Dialekt Recherswiu) ist eine politische Gemeinde im Bezirk Wasseramt des Kantons Solothurn in der Schweiz.

## Geographie

Luftbild (1970)

Recherswil liegt auf 458 m ü. M., 7 km südöstlich des Kantonshauptortes Solothurn (Luftlinie), in der Ebene zwischen der Emme im Westen und der Ösch im Osten, im südlichen Solothurner Mittelland.
Das 3,4 km² grosse Gemeindegebiet erstreckt sich von der grundwasserreichen Schotterebene im mittleren Wasseramt gegen Osten über den kanalisierten Bachlauf der Ösch bis auf die angrenzende Grundmoränenlandschaft, die vom eiszeitlichen Rhonegletscher geformt worden ist. Im Jäggenenwald befindet sich mit 475 m ü. M. die höchste Erhebung. Im Süden gehört das Unterholz, im Nordwesten neben der Autobahn A1 das Wiesland der Gerkmatten zur Gemeinde. Im Jahr 1997 waren 20 % des Gemeindeareals Siedlungen, 24 % Wald und Gehölz und 56 % Landwirtschaftsfläche. Zu Recherswil gehören ausgedehnte Neubauquartiere.
Das Dorf grenzt an die Solothurner Gemeinden Obergerlafingen, Kriegstetten, Halten und Drei Höfe. Die südliche Gemeindegrenze entspricht der Grenze des Kantons Solothurn zum Kanton Bern mit den Gemeinden Koppigen und Willadingen.

## Bevölkerung
Mit 2180 Einwohnern (Stand 31. Dezember 2023) gehört Recherswil zu den mittelgrossen Gemeinden des Kantons Solothurn. Von den Bewohnern sind 95,7 % deutschsprachig, 2,1 % italienischsprachig und 0,6 % sprechen Serbokroatisch (Stand 2000). Die Bevölkerungszahl von Recherswil belief sich 1850 auf 404 Einwohner, 1900 auf 864 Einwohner. Im Verlauf der ersten Hälfte des 20. Jahrhunderts pendelte die Bevölkerungszahl im Bereich zwischen 800 und 900 Einwohnern. Seit 1950 (989 Einwohner) wurde wieder ein deutliches Bevölkerungswachstum verzeichnet.

## Wirtschaft
Recherswil war bis in die zweite Hälfte des 20. Jahrhunderts ein vorwiegend durch die Landwirtschaft geprägtes Dorf. Noch heute haben der Ackerbau und der Obstbau sowie die Viehzucht einen wichtigen Stellenwert in der Erwerbsstruktur der Bevölkerung. Weitere Arbeitsplätze sind im lokalen Kleingewerbe und im Dienstleistungssektor vorhanden. In Recherswil sind dank der guten Verkehrslage verschiedene kleinere und mittlere Unternehmen der Branchen Bau- und Transportgewerbe, Informatik, Maschinenbau, Telekommunikation sowie feinmechanische Werkstätten und eine Druckerei vertreten. In den letzten Jahrzehnten hat sich das Dorf auch zu einer Wohngemeinde entwickelt. Viele Erwerbstätige sind deshalb Wegpendler, die hauptsächlich in den Regionen Solothurn und Bern arbeiten.

## Verkehr
Die Gemeinde ist verkehrsmässig sehr gut erschlossen. Sie liegt an einer Verbindungsstrasse von Kriegstetten nach Koppigen. Der nächste Anschluss an die Autobahn A1 (Bern-Zürich), welche das Gemeindegebiet durchquert und 1965 eröffnet wurde, befindet sich rund 2 km vom Ortskern entfernt bei Kriegstetten. Durch die Buslinie 1 der BSU, welche als Durchmesserlinie der Region Solothurn die Strecke von Recherswil via SBB-Hauptbahnhof Solothurn nach Oberdorf (SO) bedient, ist das Dorf an das Netz des öffentlichen Verkehrs angebunden.

## Geschichte
Die erste urkundliche Erwähnung des Ortes mit dem Namen Reicherswile stammt aus dem Jahr 1248. Später sind die Bezeichnungen Richirswile (1278), Richerswile (1324), Richerzwile (1367) und Richardswil (1376) zu finden; erst seit dem 17. Jahrhundert ist der Name Recherswil überliefert. Der Ortsname geht auf den althochdeutschen Personennamen Richher zurück und bedeutet bei den Höfen des Richher.
Seit dem Mittelalter unterstand Recherswil der Herrschaft Halten. Mit dieser kam es im Jahr 1466 an die Stadt Solothurn und wurde der Vogtei Kriegstetten zugeteilt. Erst mit dem Wyniger Vertrag ging 1665 auch die hohe Gerichtsbarkeit von Bern an Solothurn über. Nach dem Zusammenbruch des Ancien Régime (1798) gehörte Recherswil während der Helvetik zum Distrikt Biberist und ab 1803 zum Bezirk Kriegstetten, der 1988 offiziell in Bezirk Wasseramt umbenannt wurde.
Infolge der Industrialisierung in den nahen Gemeinden Gerlafingen und Biberist gaben ab etwa 1880 immer mehr Bauern die Landwirtschaft auf und begannen in den Fabriken der Region zu arbeiten.
Im Jahr 1919 war das Projekt einer Schmalspurbahn von Solothurn nach Recherswil baureif und hatte eine Konzession vom Bund erhalten. Wegen der schlechten Finanzlage wurde allerdings nie mit dem Bau der Strecke begonnen, die 1930 mit der Inbetriebnahme einer Autobuslinie nach Solothurn hinfällig wurde.

## Persönlichkeiten
- Walter Weber (* 1917 in Recherswil; † 2008 in Derendingen), Pädagoge und Politiker
- Andreas Schwaller (* 1970 in Recherswil), Curler, Medaillengewinner bei Europa-, Weltmeisterschaften und Olympischen Spielen

## Sehenswürdigkeiten
- Die Sankt Josephs-Kapelle wurde 1724 errichtet und 1870 neu erbaut. Recherswil gehört zur Pfarrei Kriegstetten.
- Im Wald von Recherswil befindet sich an der Luterbrunnen-Ösch eine Kneippstelle 612612 / 222650.
- Das Hallendach der ehemaligen Firma Kilcher, eine sogenannte Isler-Schale.

## Bilder

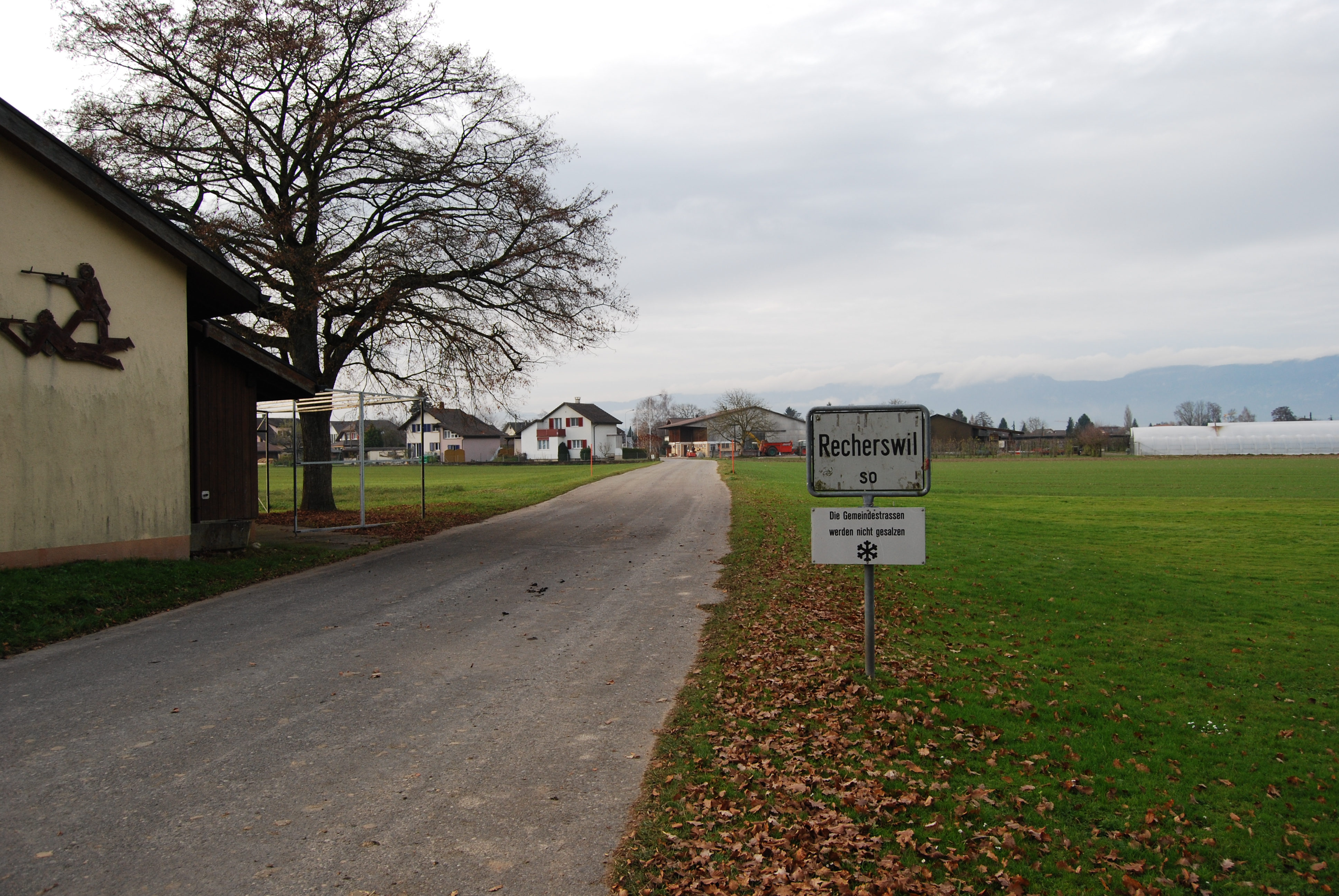
Dorfeingang von Willadingen her kommend
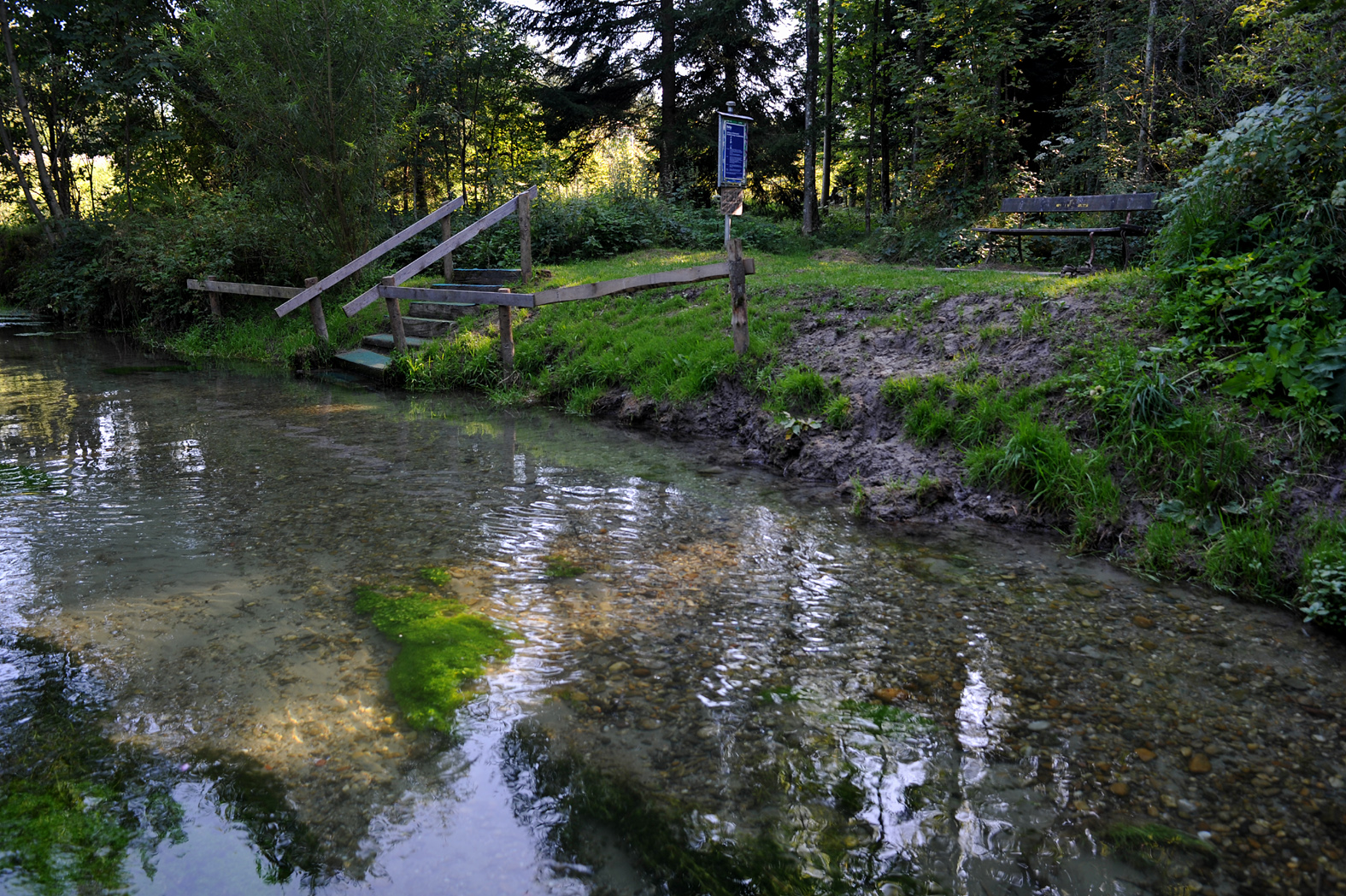
Kneippstelle an der Ösch
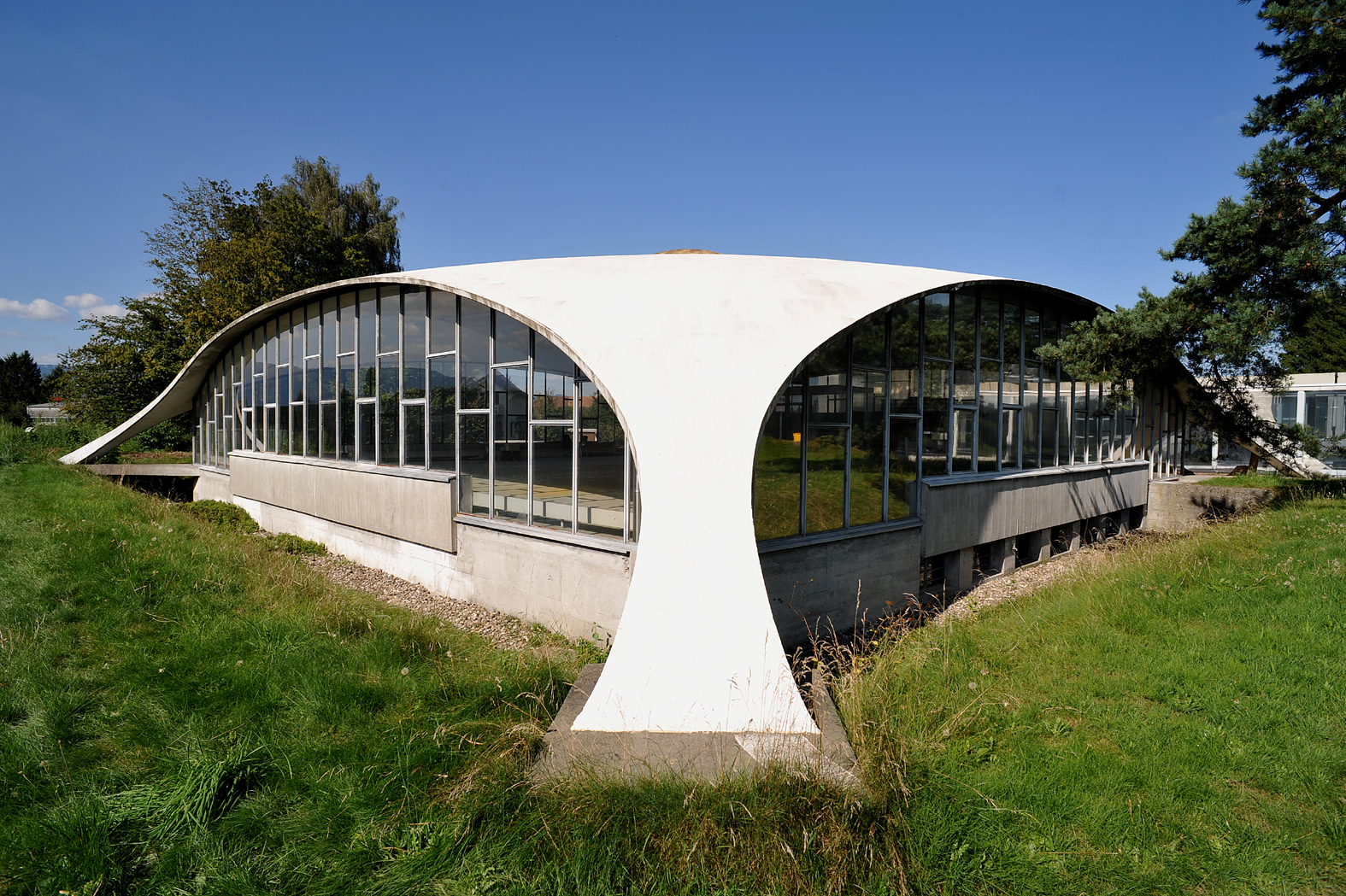
Beton-Schalendach von Isler
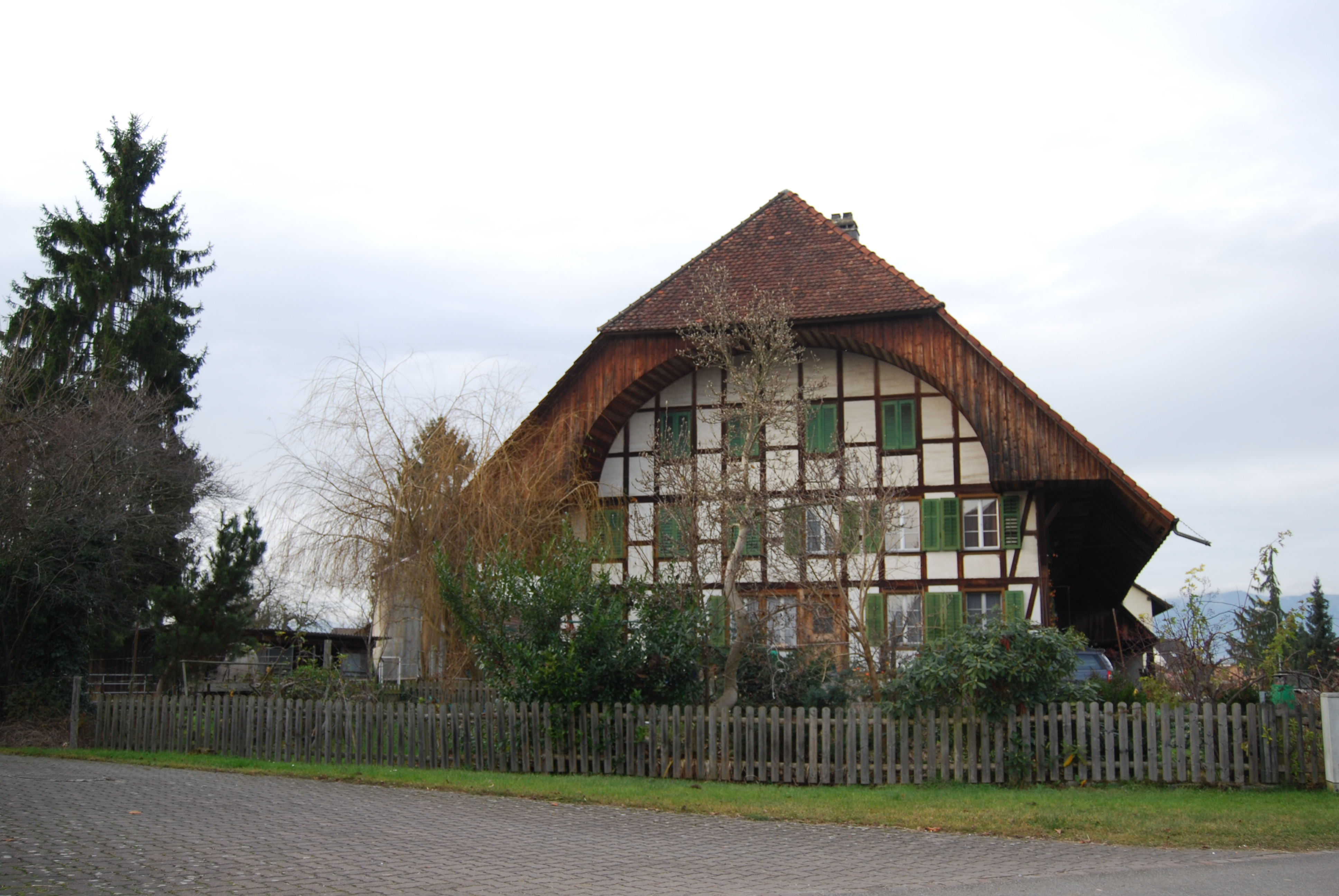
Fachwerkhaus im Dorfzentrum
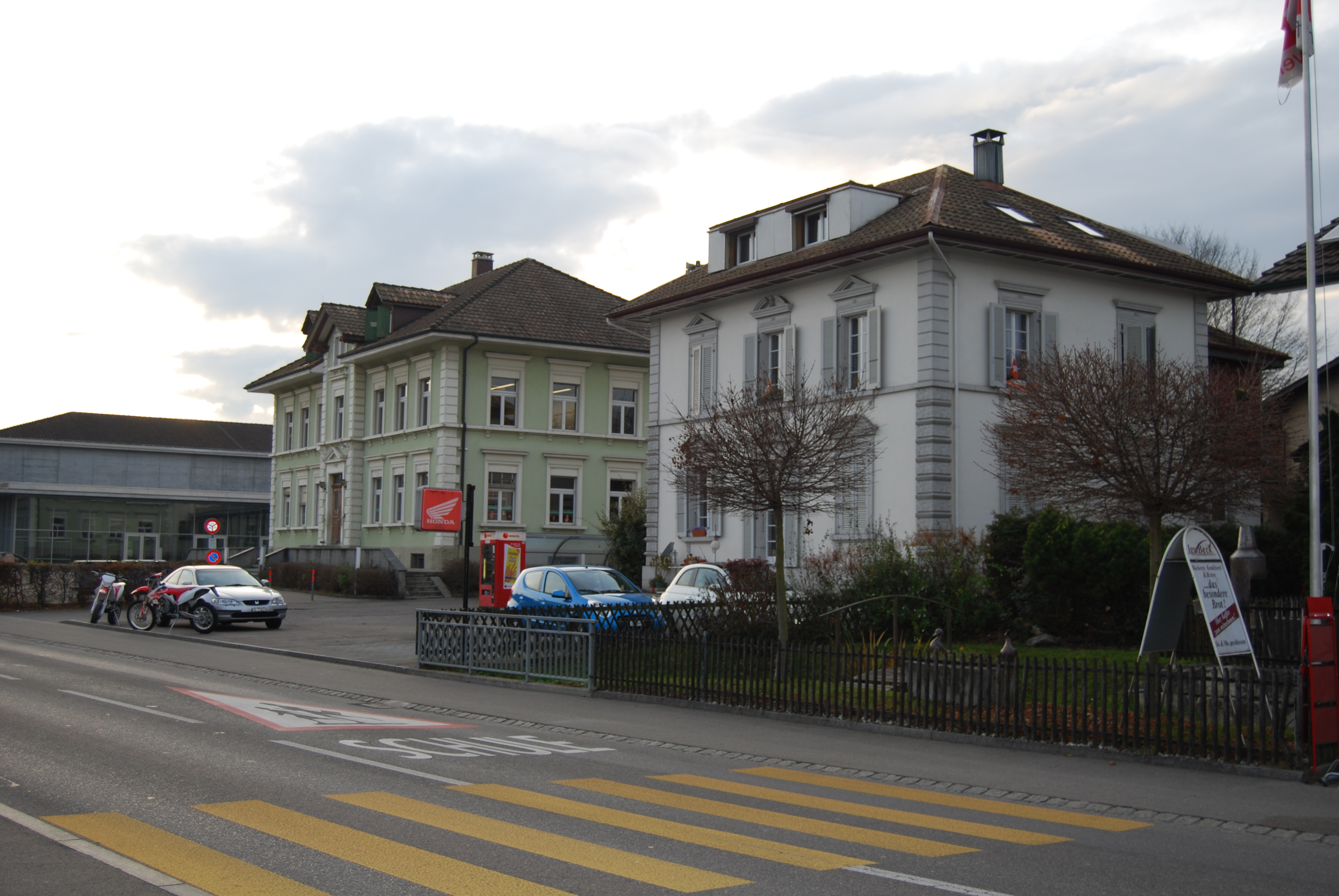
Schulhaus
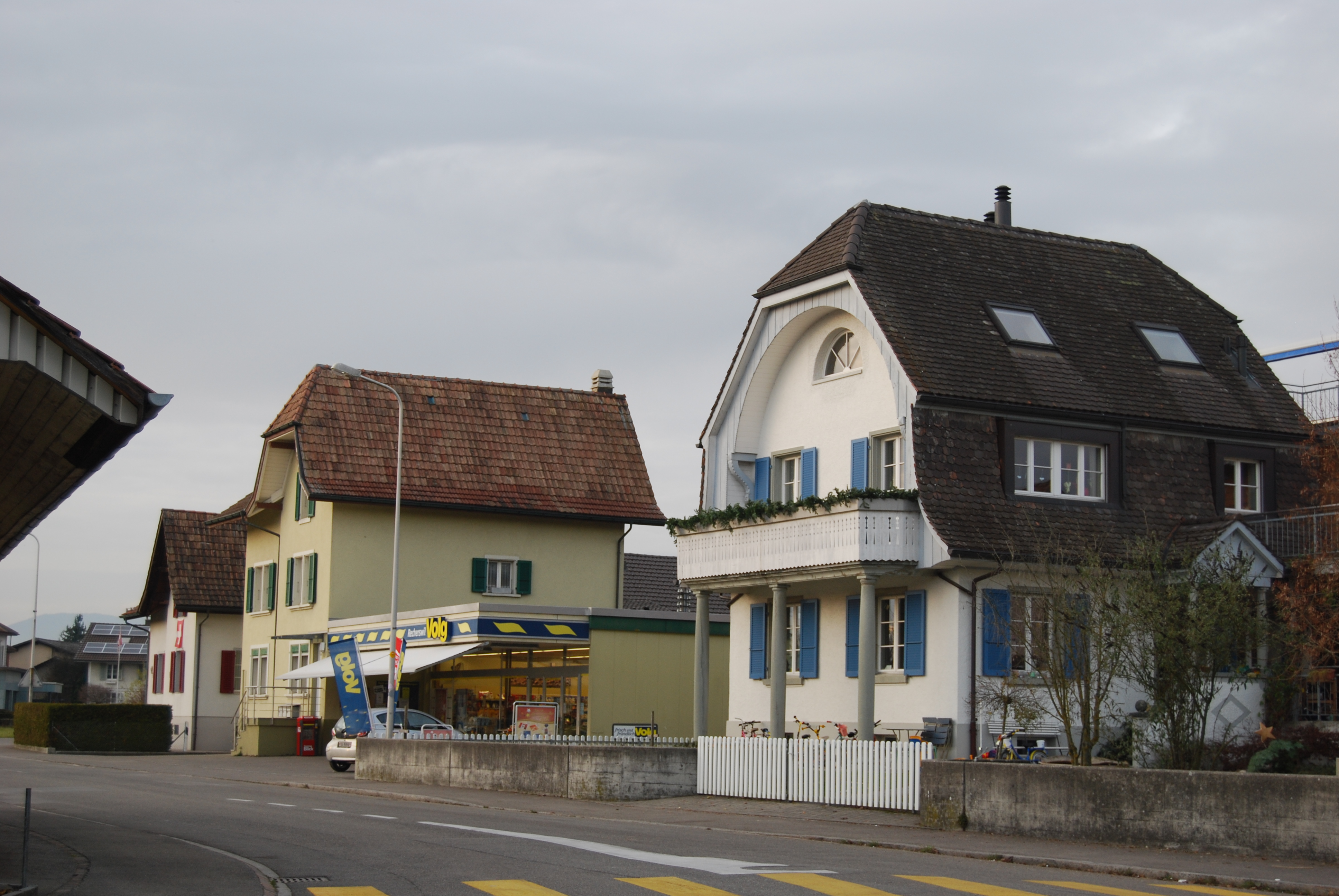
Dorfzentrum
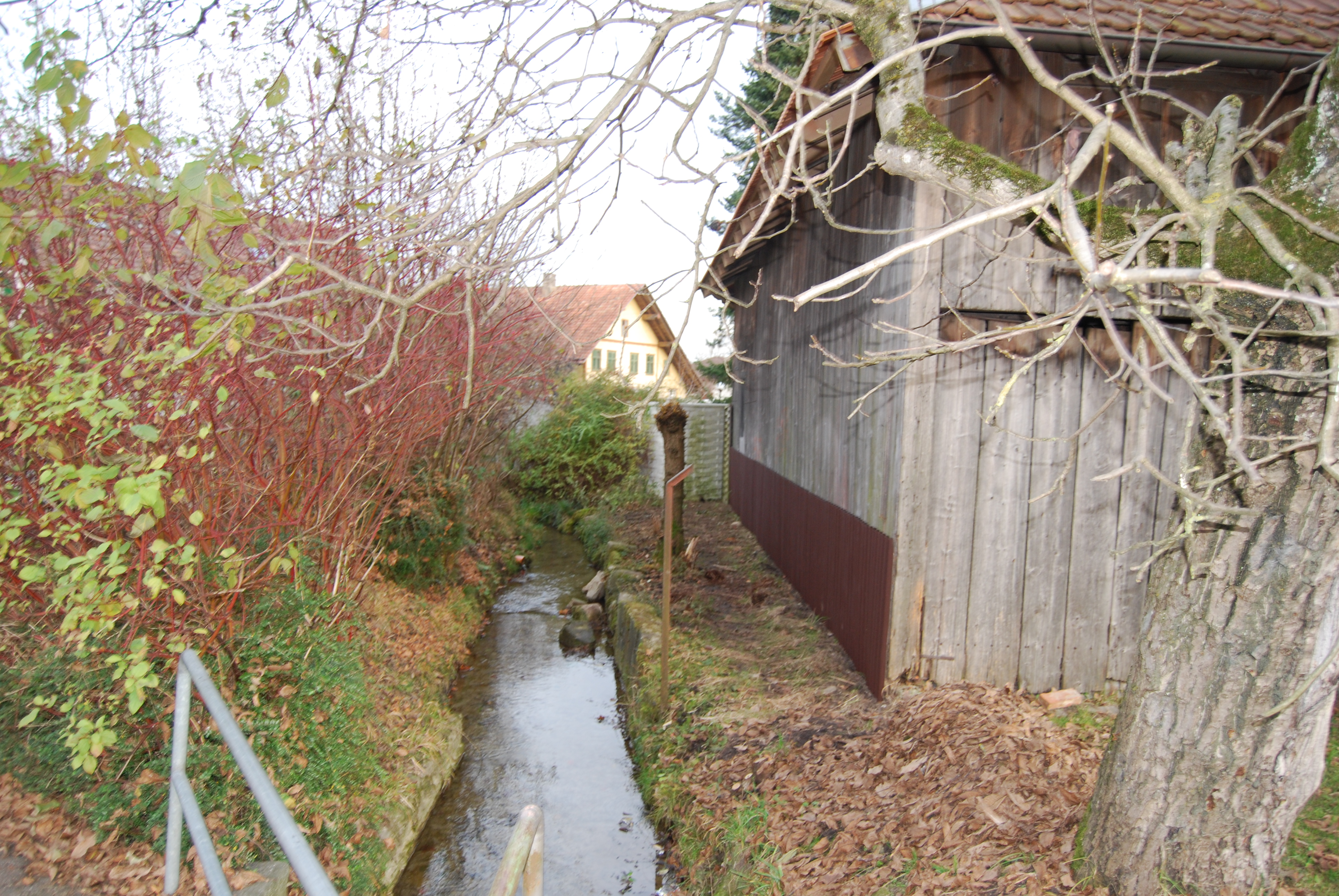
Dorfbach

## Wappen
Blasonierung
In Rot aufrecht stehende Pflugschar von unten; oben beseitet von zwei gelben sechsstrahligen Sternen